# France Poker Series Saison 1
Résultats et tournois de la saison 1 du France Poker Series (FPS).

## Résultats et tournois

### FPS 1 Beaulieu
- Lieu : Casino de Beaulieu, Beaulieu-sur-Mer,  France[1]
- Prix d'entrée : 1 200 €[1]
- Date : 1er et 2 mai 2010[1]
- Nombre de joueurs :  149
- Prize Pool : 157 345 €
- Nombre de places payées :  22

| Place | Nom                  | Prix     |
| ----- | -------------------- | -------- |
| 1er   | José Ignacio Barbero | 40 123 € |
| 2e    | Philippe Zunino      | 24 231 € |
| 3e    | Emmanuel Kahan       | 17 308 € |
| 4e    | Imed Mahmoud         | 12 588 € |
| 5e    | Alain Roy            | 10 227 € |
| 6e    | Antoine Labat        | 8 497 €  |
| 7e    | Alan Smurfit         | 6 923 €  |
| 8e    | Steven Maurouard     | 5 507 €  |
| 9e    | Karim Bennani Smires | 4 248 €  |

### FPS 1 Divonne
- Lieu : Casino Partouche de Divonne, Divonne-les-Bains,  France[2]
- Prix d'entrée : 1 200 €[2]
- Date : 25 et 26 septembre 2010[2]
- Nombre de joueurs :  399
- Prize Pool : 421 344 €
- Nombre de places payées :  48

| Place | Nom                    | Prix      |
| ----- | ---------------------- | --------- |
| 1er   | Serge Didisheim        | 108 894 € |
| 2e    | Yann Pelletier         | 69 500 €  |
| 3e    | Roberto Martino Capece | 42 150 €  |
| 4e    | Cédric Sanchez Del Rio | 31 600 €  |
| 5e    | Aldo Lisi              | 21 050 €  |
| 6e    | Mario Perez            | 16 850 €  |
| 7e    | Sam El Sayed           | 12 650 €  |
| 8e    | Bertrand Barrachin     | 8 450 €   |
| 9e    | Loïc Sa                | 6 300 €   |

### FPS 1 Saint-Amand
- Lieu : Pasino de Saint-Amand-les-Eaux, Saint-Amand-les-Eaux,  France[3]
- Prix d'entrée : 1 200 €[3]
- Date : 16 et 17 octobre 2010[3]
- Nombre de joueurs :  228
- Prize Pool : 235 488 €
- Nombre de places payées :  32

| Place | Nom                | Prix     |
| ----- | ------------------ | -------- |
| 1er   | David Jaoui        | 63 000 € |
| 2e    | David Herbez       | 41 138 € |
| 3e    | Thierry Sellam     | 25 900 € |
| 4e    | Fabien Luchier     | 18 850 € |
| 5e    | Fabien Carliez     | 11 750 € |
| 6e    | Ahmed Debabeche    | 9 400 €  |
| 7e    | Katri Käsper       | 7 050 €  |
| 8e    | Vanessa Hellebuyck | 5 900 €  |
| 9e    | Franck Cartigny    | 4 700 €  |

### FPS 1 Lyon
- Lieu : Casino Le Lyon Vert, Lyon,  France[4]
- Prix d'entrée : 1 200 €[4]
- Date : 13 et 14 novembre 2010[4]
- Nombre de joueurs :  324
- Prize Pool : 342 144 €
- Nombre de places payées :  48

| Place | Nom                  | Prix     |
| ----- | -------------------- | -------- |
| 1er   | Christophe Monnin    | 88 444 € |
| 2e    | Jérémie Sarda        | 56 450 € |
| 3e    | Djamel Yousfi        | 34 200 € |
| 4e    | Christophe Dartagnan | 25 650 € |
| 5e    | Ali Rahmouni         | 17 100 € |
| 6e    | Stéphan Fajg         | 13 700 € |
| 7e    | Cyprien Herrgott     | 10 250 € |
| 8e    | Yoni Elbaz           | 6 850 €  |
| 9e    | François Bannelier   | 5 150 €  |

### FPS 1 Forges-les-Eaux
- Lieu : Grand Casino de Forges-les-Eaux, Forges-les-Eaux,  France[5]
- Prix d'entrée : 1 200 €[5]
- Date : 18 et 19 décembre 2010[5]
- Nombre de joueurs :  265
- Prize Pool : 279 840 €
- Nombre de places payées :  32

| Place | Nom                  | Prix     |
| ----- | -------------------- | -------- |
| 1er   | Mathieu Thiry        | 75 000 € |
| 2e    | Alexis Morlet        | 48 840 € |
| 3e    | Thomas Rambaud       | 30 800 € |
| 4e    | Julien Recchia       | 22 000 € |
| 5e    | Bertrand Grospellier | 14 000 € |
| 6e    | Nicolas Tetu         | 11 200 € |
| 7e    | Christophe Castel    | 8 400 €  |
| 8e    | Lucien Schemann      | 7 000 €  |
| 9e    | Michel Dubert        | 5 600 €  |

### FPS 1 Paris Final
- Lieu : Cercle Haussmann, Paris,  France[6]
- Prix d'entrée : 2 000 €[6]
- Date : Du 9 au 14 février 2011[6]
- Nombre de joueurs :  567
- Prize Pool : 979 776 €
- Nombre de places payées :  80

| Place | Nom                | Prix      |
| ----- | ------------------ | --------- |
| 1er   | Marvin Rettenmaier | 244 036 € |
| 2e    | Basil Yaïche       | 153 000 € |
| 3e    | Julien Jolivet     | 86 200 €  |
| 4e    | Michaël Bouaziz    | 57 800 €  |
| 5e    | Jérôme Hoen        | 45 500 €  |
| 6e    | Alexandre Bonnin   | 34 200 €  |
| 7e    | Léonard Truche     | 24 400 €  |
| 8e    | Stéphane Benadiba  | 18 100 €  |
| 9e    | Hicham Hilmi       | 14 200 €  |